# Фердинанд Врангел
Фердинанд Петрович Врангел (на руски: барон Фердинанд (Фёдор) Петрович Врангель) е руски мореплавател и полярен изследовател, адмирал, учен, министър.

## Ранни години (1796 – 1816)
Роден е на 29 декември 1796 година в Псков, Русия. Произхожда от древен немски балтийски род. На 10-годишна възраст остава пълен сирак и е отгледан от чичо си. През 1807 е приет в Морския кадетски корпус, който завършва през 1815. Служи в Балтийския флот.

## Изследователска дейност (1817 – 1827)
През 1817 – 1819 като мичман участва в околосветската експедиция на Василий Михайлович Головнин на кораба „Камчатка“.
От 1820 до 1824, вече като лейтенант, заедно с Фьодор Матюшкин и щурманът Прокопий Козмин, извършва поход от Петербург през Москва и Иркутск до Нижнеколимск, който става база на експедицията. Изследва крайбрежието на Североизточен Сибир от устието на Индигирка на запад до Колючинския залив на изток и картира Мечите о-ви. В търсене на нови земи на север предприема поход по замръзналия океан, но успява да достигне едва до 70°51′ с. ш. 175°27′ и. д. / 70.85° с. ш. 175.45° и. д.. Събира ценни сведения за природата, климата и населението на този суров край. На базата на свои наблюдения, изследвания и разговори с местното население Врангел стига до извода, че северно от Чукотка би трябвало да има земя. Тази земя е открита през 1867 от американската експедиция на Томас Лонг и е наречена на негово име – остров Врангел.
През 1825 – 1827, вече като капитан-лейтенант извършва ново околосветско плаване на кораба „Кроткий“, като заедно с него на кораба плават и двамата му другари от експедицията в Сибир – Матюшкин и Козмин.

## Следващи години (1828 – 1870)
През 1828 постъпва на работа в Руско-американската компания и през Сибир се добира до Охотск, а след това и до Аляска. През 1829, вече като капитан 1-ви ранг е назначен за управител на Руска Америка и остава на този пост до 1835. По време на пребиваването си в Аляска изследва западното крайбрежие на Северна Америка от п-ов Калифорния до Беринговия проток, събира богат географски и етнографски материал и създава магнитно-метеорологична обсерватория в Ситка.
През 1836 през Мексико, където изпълнява поръчения на Руско-Американската компания, се завръща в Русия, като по този начин извършва трето околосветско пътуване. През същата година му е присъдено звание контраадмирал.
От 1840 до 1847 е директор на Руско-американската компания със седалище в Санкт Петербург, а от 1847 е директор на Департамента по корабен дървен материал към Морското министерство. През 1849 подава оставка, получава чин вицеадмирал и се преселва в личното си имение в днешна Естония, но скоро отново е призован в Морското министерство. Последователно става директор на хидрографския департамент, председател на комисията по преглеждането на морското углавно право, а от 1855 до 1857 е морски министър.
През 1855 е избран за почетен член на Петербургската академия на науките, а през 1856 става адмирал. Врангел допринася изключително много за организирането на множество морски експедиции и е един от учредителите на Руското географско дружество.
През 1864 излиза в оставка, заселва се окончателно в личното си имение, където умира от сърдечен удар на 25 май 1870 година на 73-годишна възраст.

## Памет
Неговото име носят:
- Врангел – вулкан (4317 м, 62°00′ с. ш. 144°01′ з. д. / 62° с. ш. 144.016667° з. д.) в планината Врангел, в югоизточната част на Аляска;
- Врангел – град (56°28′ с. ш. 132°23′ з. д. / 56.466667° с. ш. 132.383333° з. д.) в югоизточната част на Аляска;
- Врангел – залив на Берингово море, Алеутски острови;
- Врангел – залив (82°00′ с. ш. 62°30′ з. д. / 82° с. ш. 62.5° з. д.) на североизточното крайбрежие на остров Елсмиър в Канадския арктичен архипелаг;
- Врангел – нос на Берингово море, Алеутски острови;
- Врангел – нос (54°17′ с. ш. 138°40′ и. д. / 54.283333° с. ш. 138.666667° и. д.) на Охотско море, затварящ от североизток залива Академия, Хабаровски край;
- Врангел – нос на Чукотско море, на северното крайбрежие на Аляска;
- Врангел – остров (74°09′ с. ш. 55°20′ и. д. / 74.15° с. ш. 55.333333° и. д.) в Баренцово море, край западния бряг на Северния остров на Нова земя;
- Врангел – остров (71°14′ с. ш. 179°24′ з. д. / 71.233333° с. ш. 179.4° з. д.) в Чукотско море;
- Врангел – планина (връх Блякбърн, 4996 м) в югоизточната част на Аляска.

## Съчинения
- Историческое обозрение путешествий по Ледовитому океану. (1836)
- Путешествие по северным берегам Сибири и по Ледовитому океану, совершенные в 1802, 21, 22, 23 и 24 годах» (ч. 1 – 2, 1841, 2 изд. 1948)